# Katayama Eiichi
Katayama Eiichi (片山 瑛一 Katayama Eiichi, sinh ngày 30 tháng 11 năm 1991 ở Saitama) là một cầu thủ bóng đá người Nhật Bản thi đấu cho Cerezo Osaka.

## Thống kê câu lạc bộ
Cập nhật đến ngày 23 tháng 2 năm 2018.
| Thành tích câu lạc bộ | Thành tích câu lạc bộ | Thành tích câu lạc bộ | Giải vô địch | Giải vô địch | Cúp                   | Cúp                   | Khác    | Khác      | Tổng cộng | Tổng cộng |
| Mùa giải              | Câu lạc bộ            | Giải vô địch          | Số trận      | Bàn thắng    | Số trận               | Bàn thắng             | Số trận | Bàn thắng | Số trận   | Bàn thắng |
| Nhật Bản              | Nhật Bản              | Nhật Bản              | Giải vô địch | Giải vô địch | Cúp Hoàng đế Nhật Bản | Cúp Hoàng đế Nhật Bản | Khác1   | Khác1     | Tổng cộng | Tổng cộng |
| --------------------- | --------------------- | --------------------- | ------------ | ------------ | --------------------- | --------------------- | ------- | --------- | --------- | --------- |
| 2014                  | Fagiano Okayama       | J2 League             | 35           | 6            | 1                     | 0                     | –       | –         | 36        | 6         |
| 2015                  | Fagiano Okayama       | J2 League             | 40           | 5            | 1                     | 1                     | –       | –         | 41        | 6         |
| 2016                  | Fagiano Okayama       | J2 League             | 39           | 3            | 3                     | 0                     | 2       | 0         | 44        | 3         |
| 2017                  | Fagiano Okayama       | J2 League             | 32           | 1            | 1                     | 0                     | –       | –         | 33        | 1         |
| 2018                  | Cerezo Osaka          | J1 League             |              |              |                       |                       |         |           |           |           |
| Tổng cộng sự nghiệp   | Tổng cộng sự nghiệp   | Tổng cộng sự nghiệp   | 146          | 15           | 6                     | 1                     | 2       | 0         | 154       | 16        |

1Bao gồm J2 Play-offs.